# Primo Zamparini
Primo Zamparini (Fabriano, 10 febbraio 1939 – Fabriano, 21 agosto 2024) è stato un pugile italiano, medaglia d'argento nei pesi gallo ai Giochi olimpici di Roma 1960.

## Biografia

### Carriera da dilettante
Trasferitosi a Genova, iniziò a praticare la boxe a 18 anni nella palestra di Dario Bensi, già maestro di Duilio Loi. Conquistò il titolo italiano dilettanti, nei pesi gallo, nel 1959 e nel 1960 a Milano e nel 1961, a Bologna, battendo Nevio Carbi. 
Divenne campione mondiale militare nel 1960 a Wiesbaden e vinse la selezione per combattere con la maglia azzurra alle Olimpiadi di Roma, eliminando l'emergente Franco Zurlo.
A Roma, Zamparini batté il greco Panagiotis Kostarellos, il giapponese Katsuo Haga, lo statunitense Jerry Armstrong, l'australiano Oliver Taylor arrivando in finale contro il fortissimo sovietico Oleg Grigor'ev. L'incontro fu drammatico ed entrambi i pugili toccarono il tappeto (Grigor'ev con un ginocchio). Il verdetto finale fu contrastante. Un giudice assegnò la vittoria all'italiano per due punti; un altro vide un pareggio ma gli altri tre diedero la vittoria al sovietico per un punto. Zamparini conquistò così la medaglia d'argento.

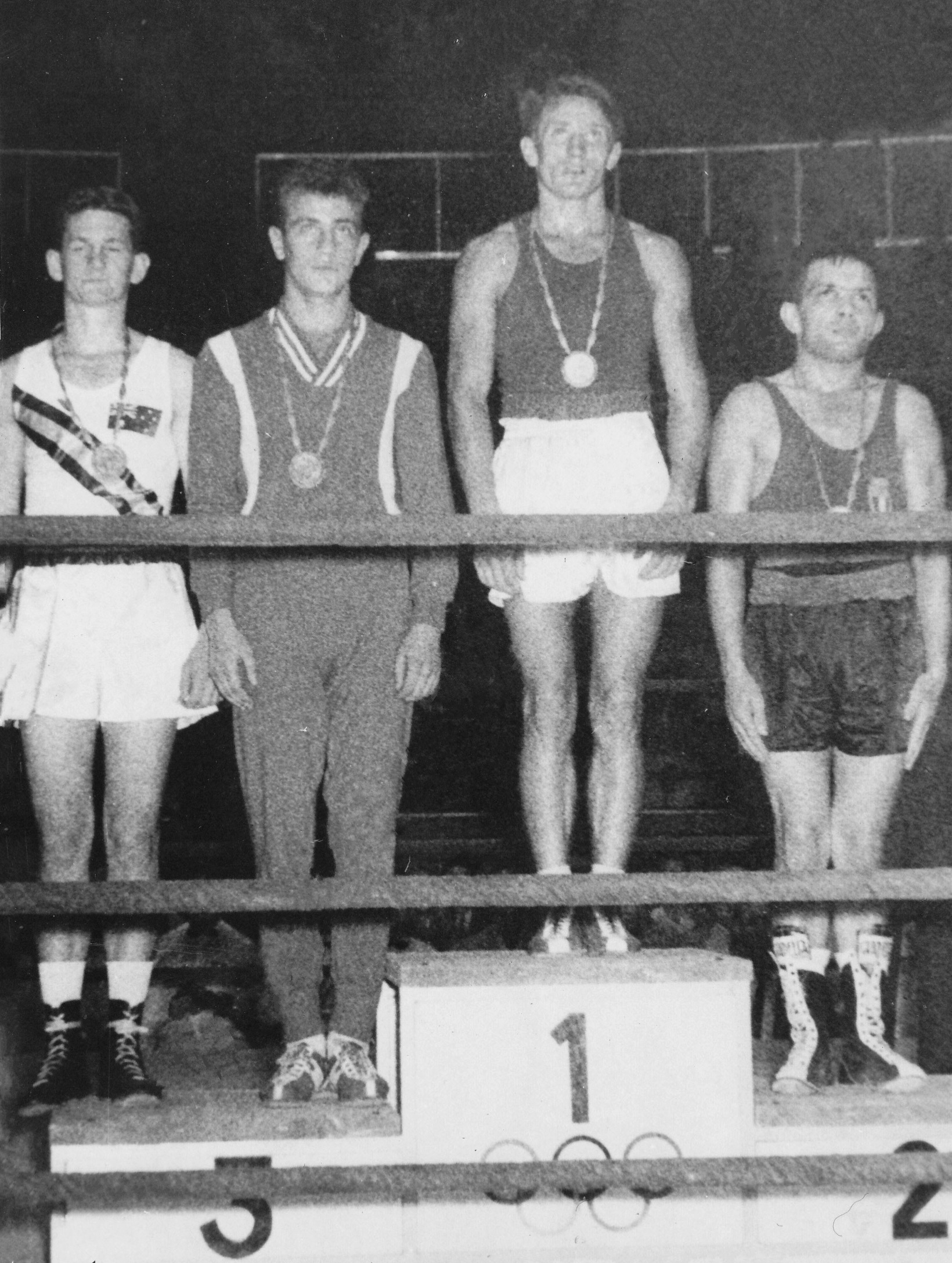
Zamparini (primo da destra) sul podio con Oleg Grigor'ev, Brunon Bendig e OliverTaylor

Dopo le olimpiadi del 1960, Zamparini rimase dilettante e, oltre ad aggiudicarsi il suo terzo titolo italiano, conquistò la medaglia di bronzo agli europei di Belgrado del 1961.

### Carriera da professionista
Zamparini divenne professionista alla fine del 1961, nella scuderia di Steve Klaus. Riportò sei vittorie, quasi sempre con la soluzione di forza. Dopo aver strappato un pari al Campione europeo dei pesi piuma, Alberto Serti senza titolo in palio, nel 1963 Zamparini tentò la scalata al titolo italiano dei pesi gallo contro Federico Scarponi, in un derby regionale. L'incontro si concluse con un contestato verdetto di parità che consentì al detentore di mantenere il titolo.
Dopo di ciò, in accordo col manager Steve Klaus, Zamparini decise di combattere tre incontri in Australia. Nel primo perse ai punti contro Oliver Taylor, lo stesso che sconfisse alle olimpiadi romane. Perse poi per ferita dal campione australiano Billy Males e, al 7º round, dal ghanese Bob Allotey, che 11 anni dopo avrebbe conquistato il titolo europeo con passaporto spagnolo.
Di ritorno dall'Australia, combatté ancora sette volte ottenendo solo due vittorie. All'inizio del 1966, dopo l'ennesimo pareggio, si ritirò dall'attività agonistica. In totale, da professionista, combatté solo 28 match.

### Dopo il ritiro
Zamparini rimase nell'ambiente pugilistico come maestro. Seguì in qualità di supervisore gli allenamenti degli atleti della "A.S.D. Pugilistica Fabrianese" presso la "Ex piscina comunale" di Fabriano (AN).

## Palmarès
| Anno | Manifestazione  | Sede | Evento     | Risultato | Note  |
| ---- | --------------- | ---- | ---------- | --------- | ----- |
| 1960 | Giochi olimpici | Roma | Pesi gallo | Argento   | [ 5 ] |